# Machnów Stary
Machnów Stary – osada w Polsce położona w województwie lubelskim, w powiecie tomaszowskim, w gminie Lubycza Królewska.
W latach 1975–1998 miejscowość administracyjnie należała do województwa zamojskiego.
Osada jest sołectwem w gminie Lubycza Królewska. Według Narodowego Spisu Powszechnego z roku 2011 osada liczyła 261 mieszkańców.
Wierni Kościoła rzymskokatolickiego należą do parafii Świętych Apostołów Piotra i Pawła w Nowym Machnowie. W Machnowie Starym znajduje się dawna cerkiew greckokatolicka z 1910, obecnie kościół filialny.

## Historia
W roku 1377 wieś Machnów (dziś Machnów Stary i Machnów Nowy) wymieniona była jako uposażenie kościoła parafialnego w Bełzie. W 1388 Machnów otrzymuje jako nadanie Paweł z Radzanowa ówczesny chorąży warszawski, następnie starosta bełzki.
Według rejestru poborowego z roku 1531, we wsi była cześć plebańska (plebana bełzkiego) i szlachecka, w zarządzie wojewody płockiego.
W roku 1880 Machnów zamieszkiwało 757 mieszkańców. W miejscu była parafia wyznania greckokatolickiego, we wsi była cerkiew i szkoła filialna. 
W II Rzeczypospolitej wieś w powiecie rawskim w woj. lwowskim.
W latach 1944–1946 nacjonaliści ukraińscy z OUN-UPA zamordowali tutaj 46 Polaków oraz Ukraińców, którzy wyrazili zgodę na przesiedlenie.

## Zabytki
W odległości ok. 350 metrów na południowy zachód od wsi widoczne są dwa kręgi wczesnośredniowiecznego grodziska.